# Pueblo Bonito
Pour les articles homonymes, voir Bonito.
Pueblo Bonito est une ruine anasazie du comté de San Juan, dans le Nouveau-Mexique, aux États-Unis. Elle est protégée au sein du Chaco Culture National Historical Park.